# Oroclintrus perplexus
Oroclintrus perplexus är en fjärilsart som beskrevs av Lancelot A. Gozmany 1957. Oroclintrus perplexus ingår i släktet Oroclintrus och familjen förnamalar. Inga underarter finns listade i Catalogue of Life.